# Beata Bochińska
Beata Bochińska (ur. 1967) – historyczka sztuki, prezesa Fundacji Bochińskich, specjalistka zarządzania wzornictwem i prognozowania trendów stylistycznych, autorka książek, raportów, kuratorka festiwali i wystaw, jurorka konkursów projektowych. 
Była prezesa Instytutu Wzornictwa Przemysłowego, wykładowczyni Szkoły Głównej Handlowej i Uniwersytetu Warszawskiego. Prywatnie kolekcjonerka wzornictwa z obszaru Europy Środkowej i Wschodniej w czasach żelaznej kurtyny. W 2023 r. znalazła się na liście Forbes 50 po 50.

## Życie zawodowe
- 2001–2006 – prezesa zarządu w Autorskim Banku Projektów Wzornik
- 2007–2012 – prezesa zarządu w Instytucie Wzornictwa Przemysłowego
- 2012–2021 – twórczyni i popularyzatorka projektu innowacyjnej metody prognozowania trendów stylistycznych
- 2021–obecnie – prezesa Fundacji Bochińskich

## Fundacja Bochińskich
W 2021 roku Beata Bochińska razem z mężem, Jarkiem Bochińskim powołała Fundację Bochińskich – organizację non-profit promującą wzornictwo przemysłowe oraz polską myśl projektową we współpracy z licznymi partnerami. Jej misją jest, aby każdy rozwijał swoją kreatywność, a piękno było dostępne na co dzień i dla wszystkich. Fundacja stworzyła bezpłatny, cyfrowy serwis Dizajn na wynos. W serwisie można oglądać wystawy stworzone przez polskie twórczynie i twórców, zwłaszcza młodego pokolenia: 
- Trzeci wymiar rzemiosła – autorka: Maria Bąk
- Nowe spojrzenie na ideę zestawu – autorki: Iga Staszczak & Antonina Wolska
- Kapsuła przyszłości / Treasure Box of the Future – autorka: Beata Bochińska  (Organizatorem wystawy jest Gdańsk Światowa Stolica Bursztynu oraz AMBEREXPO. Współorganizatorem wystawy jest Fundacja Bochińskich. Partnerem głównym wystawy jest Fundacja Leroy Merlin. Partnerem warsztatów S&A Jewellery design)
- W nowym świetle – autorka: Anna Maria Kotkiewicz
- RóżniMy – autorka: Aga Brwi Stanasiuk
- Gra Towarzyska – autorka: Katarzyna Hodurek-Kiek
- Blisko – autorka: Anna Siedlecka
- Oczarowanie – autor: Konrad Kulczyński

## Publikacje
- Zacznij kochać dizajn. Jak kolekcjonować polską sztukę użytkową, wyd. Marginesy
- Cykl felietonów w Vogue Polska

## Wyróżnienia
- 2024 – wyróżnienie Kreatura 2024
- 2024 – liderka PPNT
- 2024 – nominacja "Kobieta, która nie poddaje się w biznesie" Sieci Przedsiębiorczych Kobiet
- 2023 – Forbes 50 po 50

## Publikacje
- Zacznij kochać dizajn. Jak kolekcjonować polską sztukę użytkową, wyd. Marginesy
- Cykl felietonów w Vogue Polska

## Wyróżnienia
- 2024 – wyróżnienie Kreatura 2024 dla wystawy Kapsuła przyszłości / Treasure Box of the Future
- 2024 – liderka PPNT
- 2024 – nominacja "Kobieta, która nie poddaje się w biznesie" Sieci Przedsiębiorczych Kobiet
- 2023 – Forbes 50 po 50